# Caroline Ouellette
Caroline Ouellette, född den 25 maj 1979 i Montréal i Kanada, är en kanadensisk ishockeyspelare.
Hon tog OS-guld i damernas ishockeyturnering i samband med de olympiska ishockeytävlingarna 2002 i Salt Lake City.